# Mollalı (Oğuz)
Mollalı è un comune dell'Azerbaigian situato nel distretto di Oğuz. Conta una popolazione di 573 abitanti.